# Ladysmith Black Mambazo

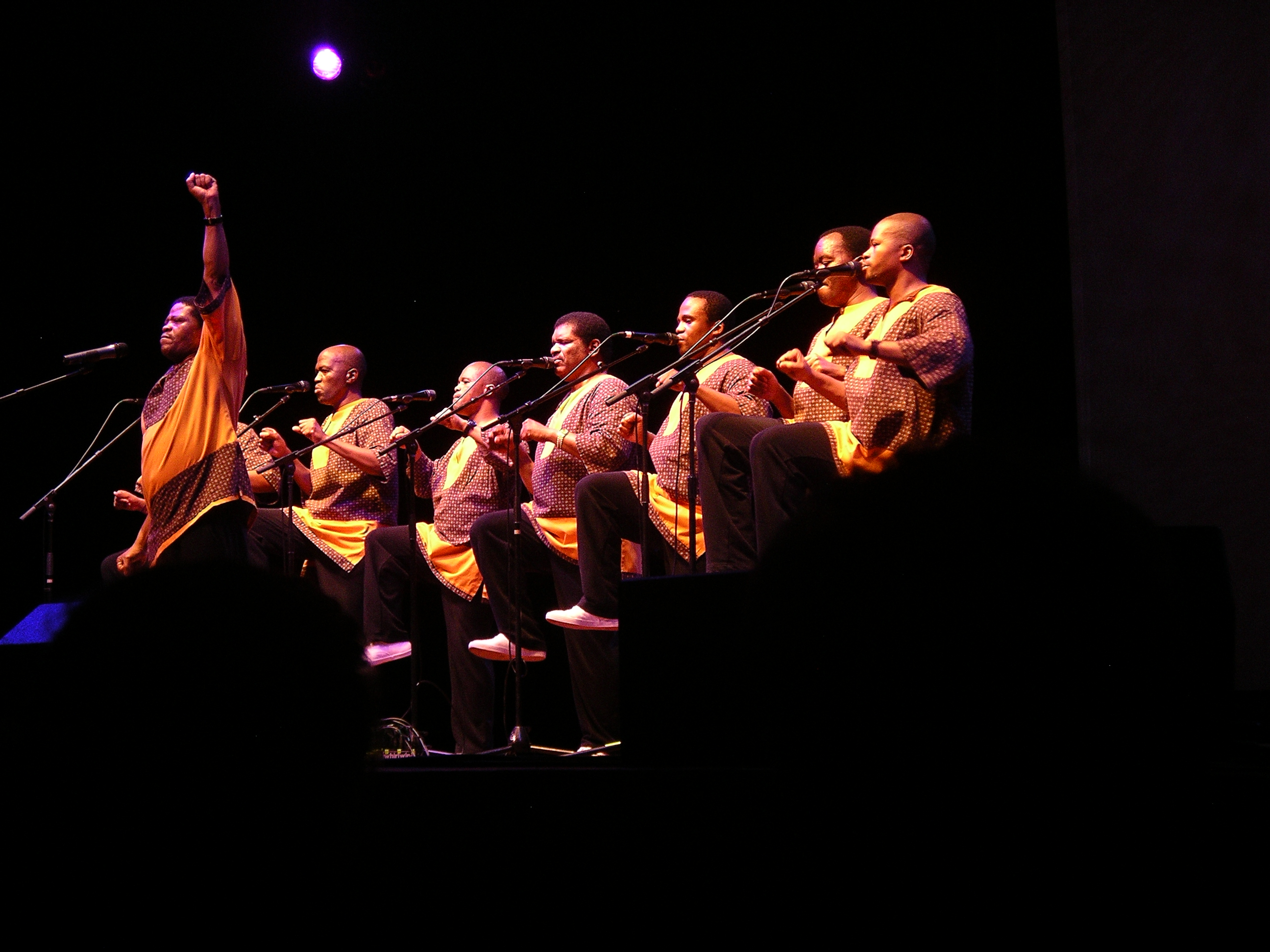
Ladysmith Black Mambazo tocando en vivo en el festival de Ravinia.

Ladysmith Black Mambazo es un grupo de música coral sudafricano masculino liderado por Joseph Shabalala. Con su música tratan de representar el resurgimiento de la nueva Sudáfrica, tras los duros años de racismo y apartheid.
Surgido en torno a 1960, el grupo es conocido internacionalmente desde 1986, año de la publicación del legendario disco Graceland, del estadounidense Paul Simon. Además, son los que dan cierre a la película Moonwalker de Michael Jackson (1988).
Su estilo representa la música tradicional zulú, llena de espiritualidad y cantada a capela (llamado en su país isicathamiya), que tuvo su continuidad entre los trabajadores mineros sudafricanos. Carente de instrumentos, la música de Manbazo tiene ya carácter legendario entre los aficionados a la world music.
Varios premios Grammy han jalonado su trayectoria, concretada en la publicación de más de cincuenta discos. Ejemplo de su popularidad es que sus miembros fueron invitados a actuar en la ceremonia de entrega del Premio Nobel de la paz a Nelson Mandela, a quien acompañaron también en su toma de posesión como presidente de Sudáfrica.
- Datos: Q258686
- Multimedia: Ladysmith Black Mambazo / Q258686